# Isac Elliot
Isac Elliot (født Isac Elliot Lundén, 26. december 2000 i Finland) er en finsk singer-songwriter, danser og skuespiller.
Han udgav sin første single, "New Way Home" 14. februar 2013. Sangen blev nummer et på den officielle finske singlehitliste. Isac Elliot debutalbum udgives 24. maj samme år. Han har desuden medvirket i flere musicals på Svenska Teatern i Helsinki.